# Rune T. Kidde
Rune Torstein Kidde (27 de septiembre de 1957 - 21 de octubre de 2013) fue un escritor, narrador, músico y artista danés. Era hijo del pintor e ilustrador Thormod Kidde (19 de julio de 1925 - 19 de febrero de 1996) y la ceramista Ragnhild Kidde (6 de marzo de 1929 - 16 de septiembre de 1997). Se graduó de Vestfyns Gymnasium en 1976 y ha estudiado teología a corto tiempo. Rune T. Kidde fue un artista polifacético y ha publicado dos caricaturas humorísticas, poemas, novelas, libros infantiles y biografías. Además, él hace las caracterísacines de radio de Danish Children's Radio y fue una cantante de folk, poeta y dramático.